# Geloof, hoop en liefde (Nicholas Pope)

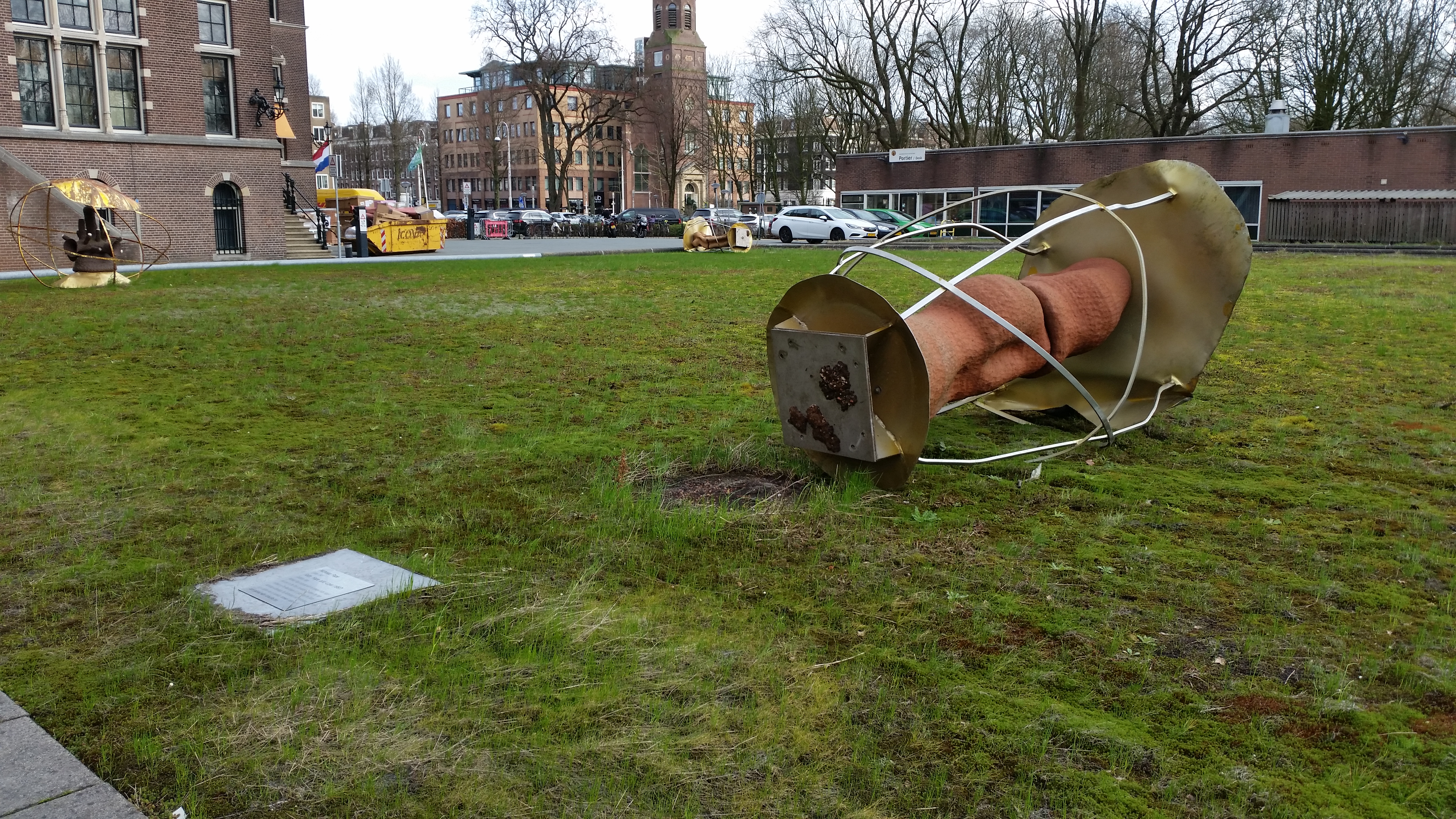
Een van de drie omgewaaide beelden (18 februari 2020)

Geloof, hoop en liefde is een beeldengroep in Amsterdam, vervaardigd door de Australische kunstenaar Nicholas Pope.
Het driedelig werk, ook wel aangeduid als Faith, hope and love komt uit 1997. Pope maakte ze voor plaatsing op de gevel van een van de gebouwen van het Koninklijk Instituut voor de Tropen. Het was een reactie dan wel aanvulling op de drie vrouwenbeelden, die de gevel van de hoofdingang aan de Mauritskade 63 sieren. Die drie vrouwen zouden Nederlands-Indië, Nederland en Amsterdam weergeven.
Geloof en hoop kwam op de nieuwbouw te staan, Liefde in het gebouw zelf. Deze nieuwbouw werd gerealiseerd achter de toen grotendeels afgebrande Muiderkerk. Claus van Amsberg onthulde in 1997 de beelden en daarmee opende hij ook de nieuwbouw. De drie beelden bestaan uit een kern van terracotta waaromheen een frame van verguld aluminium. Pope bewerkte het materiaal zo, dat het lijkt of ze uit de natuur zijn weggerukt. In 2017 werd het drietal verplaatst naar het dak van een parkeergarage van het Tropenmuseum (nu Wereldmuseum). Tevens werden er bordjes met uitleg geplaatst. In februari 2020 werd het drietal door een storm van hun sokkels geblazen. In maart/april 2020 werden ze opnieuw geplaatst.

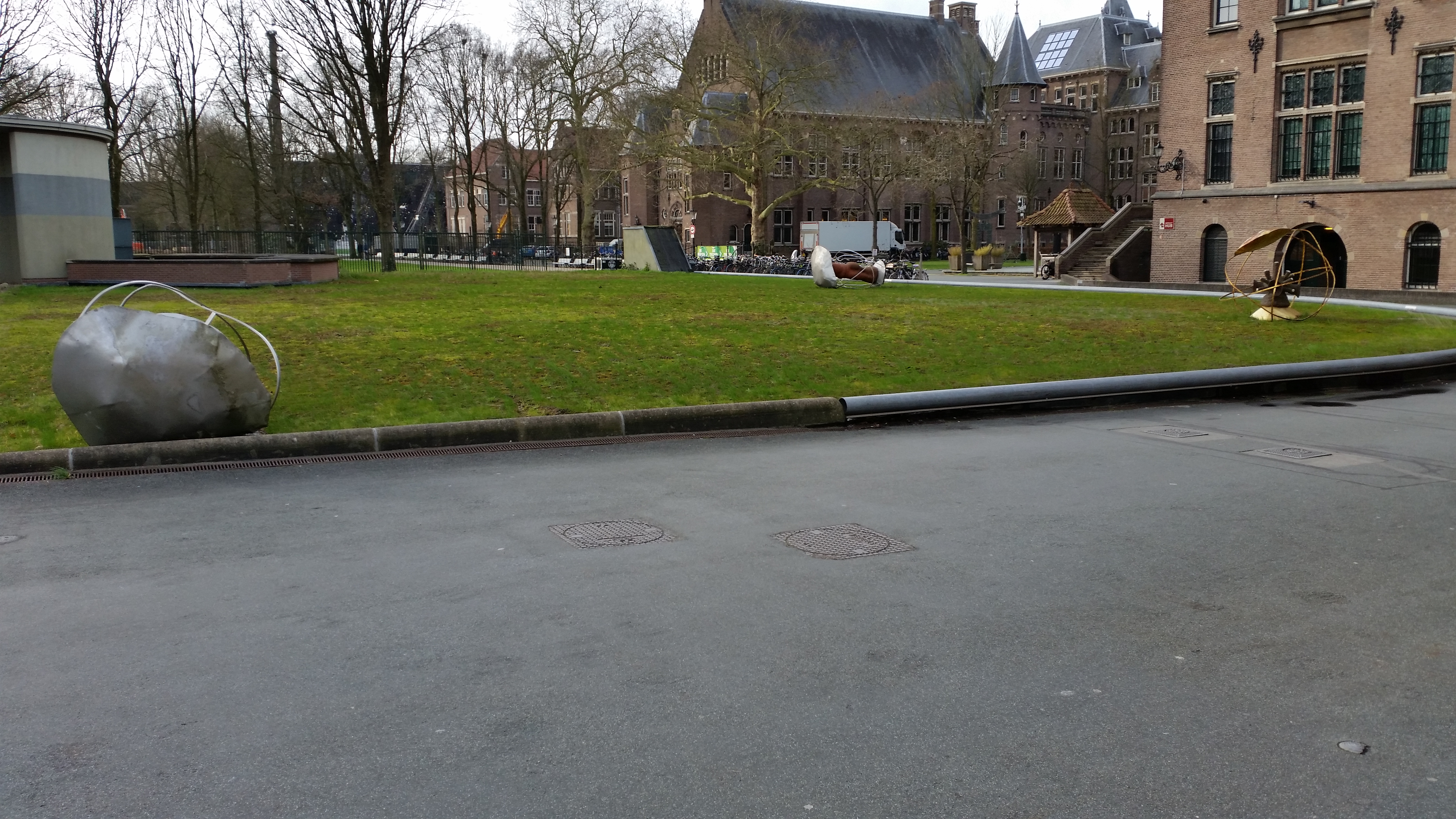
Omgewaaide Geloof, hoop en liefde (18 februari 2020)

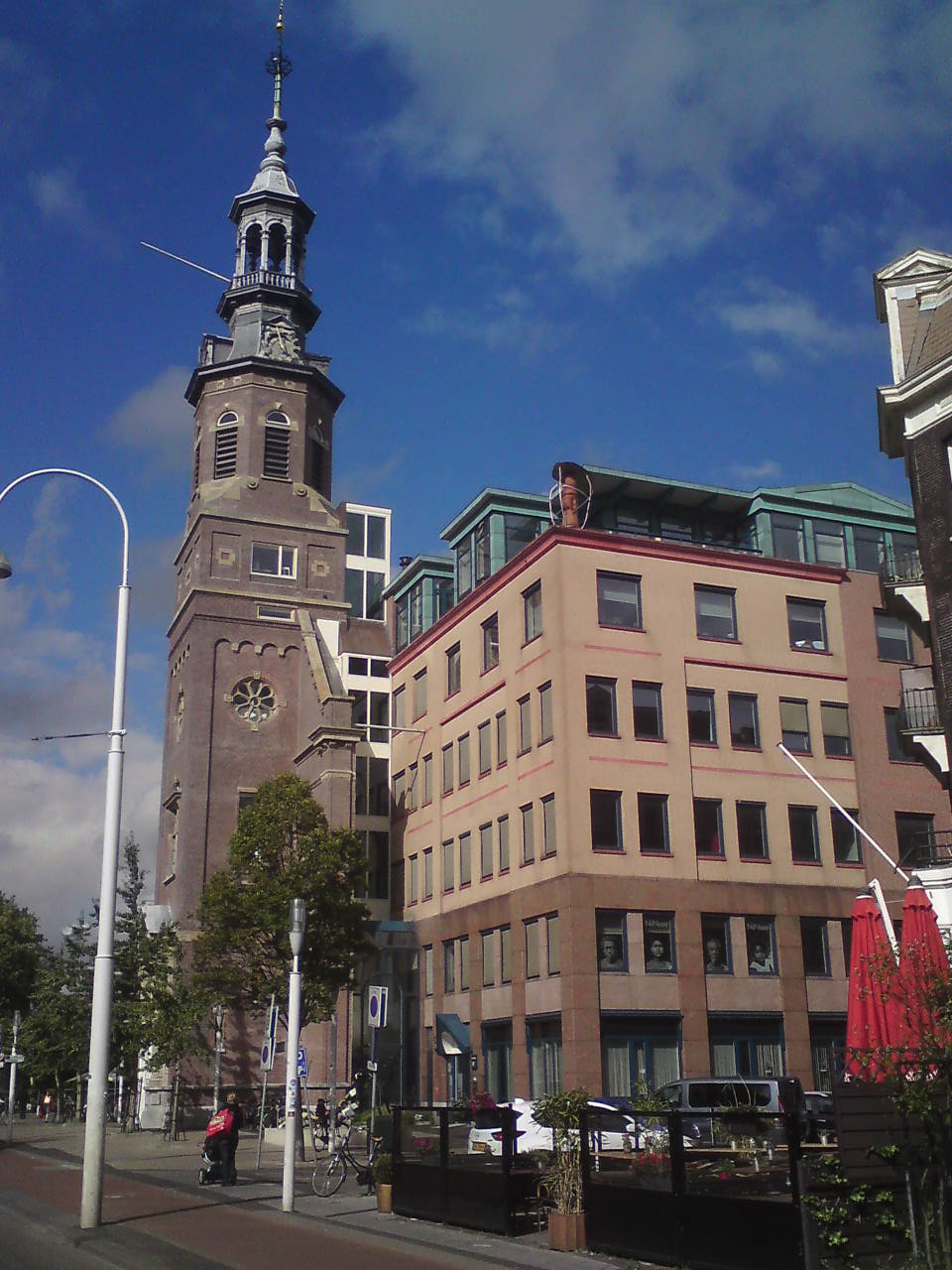
Een van de drie beelden op de hoek van het dak (2012)